# Гертруда Йоркс
Гертруда Йоркс (англ. Gertrude Yorkes), также известная как Арсеник (англ. Arsenic) — супергероиня, появляющаяся в комиксах серии Runaways издательства Marvel Comics. Она была создана автором Брайаном К. Воганом и художником Адрианом Альфоной и дебютировала в Runaways # 1 с большинством других главных персонажей. Как каждый член оригинальных Беглецов, она - дочь злодеев со специальными способностями; В случае Герты, путешественники во времени Гертруда, часто называемая «Герта» для краткости, часто рассматривается как самая «книжная-умная» из «Беглецов», но также самая саркастическая и циничная. У неё социалистические наклонности, она этнически еврейка, но духовно агностика. Герта известна своими саркастическими однострочниками, очками и пурпурно-окрашенными волосами. Её рост 154 см и весит 57 кг..
В 2008 году Marvel.com назвал смерть Герты шестым из десяти лучших смертей в истории Marvel Comics.

## История публикации
Гертруда Йоркс впервые появилась в Runaways # 1 и была создана Брайаном К. Воганом и Адрианом Альфоном.

## Биография

### Прайд
Дочь Дейла и Стейси Йоркс, Герта впервые показана, как она кричит, что она не хочет идти в ежегодную благотворительную организацию Уайлдеров; После свидетельства убийства невинной девочки их родителями («Прайд»), несмотря на то, что её родители были шокированы, она остается единственной, не удивленной, что её родители на самом деле являются злодеями, заявив, что она подозревала, что родители были злыми с тех пор, как её любимая свинья подозрительно исчезла. Герта присоединяется к своей команде в массовом разграблении, чтобы вырваться из своих домов. Однако перед отъездом Герта обнаруживает динозавра в скрытой комнате в своем подвале, который телепатически связан с сознанием Герты, то есть подчиняется каждой её команде. Обнаружив голографическое сообщение с участием родителей Герты и тот факт, что в её подвале полно редких предметов антиквариата, родители Беллавей заключают, что родители Герты фактически являются путешественниками во времени. После побега, Герт берет имя Арсеник и дублирует её динозавра Олд Лейса, ссылаясь на фильм с тем же именем. В то время как другие участники берут кодовые имена, чтобы больше походить на супергероев, Герт берет её имя, чтобы сократить все связи с её родителями и прежней жизнью. Позже она и другие Беглецы решают снова использовать свои настоящие имена, но Олд Лейс продолжает использовать свое кодовое имя, поскольку у неё раньше не было имени.

### Личность
На протяжении всего первого тома Герта отказывается отвечать на свое имя и придерживается своего кодового имени, самого длинного из всех Беглецов, которые начинают сбрасывать свои имена. Циничное отношение Герты к своим родителям (и к взрослым в целом) также проходит через первый и второй тома, где её убежденность в том, что её родители убили её любимую свинью, становится все сильнее. Хотя все беглецы разделяют взаимное недоверие к взрослым, Герта остается самым горячим и громким в философии.

Каролина: Его родители злы.
Герта: Что ж, если это наш единственный критерий, это место будет быстро заполняться.
- Каролина присоединяется к Герте после краткого членства Тофера.
Оригинальный текст (англ.):Karolina: His parents are evil.
Gert: Well, if that's our only criteria, this place is going to fill up fast.

Циничное отношение Герта разрывается, когда после воскрешения Чейза от утопления (после их последней встречи с Прайдом), она разделяет страстный поцелуй после того, как он пробуждается; Общепринято, что Чейз и Герт становятся парой на этом этапе. После битвы правительство вынуждено признать, что Беглецы - не убийцы, а невинные жертвы. Герту отправляют жить в школу-интернат, а Мстители запирают Олд Лека в секретном помещении в самом Лос-Анджелесе. Спустя несколько месяцев она убегает из школы, чтобы присоединиться к своим друзьям и, при содействии Чейза, освобождает Олд Лека. Она присоединяется к команде в Липфроге, старом наземно-морском транспорте Прайда, также конфискованному Мстителями, и убегает, чтобы начать жизнь в качестве полноправного наблюдателя.

### Как Беглец/Смерть
Второй том показывает, что Герт сражается под командой Нико, все ещё встречаясь с Чейзом. Тем временем, в новом хостеле появляется одна из старых машин её родителей, в которой она носит чёрную, физически здоровую женщину без очков, претендующую на то, чтобы быть Гертой из будущего; Эта версия Герты выросла, чтобы стать лидером Мстителей под псевдонимом Героиня. Героиня предупреждает Беглецов про Виктора Манча, спящую подростковую угрозу, которая вырастет, чтобы убить каждого героя под псевдонимом «Победоносный». Будущее Герт умирает в объятиях Чейза, не имея возможности закончить фразу: «Я люблю тебя» Команда борется и побеждает Альтрона, и Виктор переписывает свои программы и утверждает, что он свободен от влияния Альтрона. Нико приглашает его в команду.. Вскоре после поездки беглецов в Нью-Йорк Новый Прайд раскрывает поцелуй, который поделили между Чейзом и Нико Герта; Герта расстроена, и группа начинает ухудшаться; Молли похищается, и Олд Лек физически атакует Нико. Герт и Нико способны отложить свои разногласия достаточно долго, чтобы спасти Молли от Нового Прайда, но во время спасения Герт берет кинжал в живот, чтобы спасти Чейза. В её последние минуты, Герта передает эмпатический контроль Олд Леком Чейзу, гарантируя, что динозавр будет жить. Герта умирает в объятиях Чейза, прощая Чейза за то, что целовал Нико. Её последние слова - это то, что она жалуется, что её более старая версия никогда не говорила Чейзу, как она себя чувствовала, и тогда она умирает, не закончив говорить: «Я люблю тебя».

### Главная школьная дуга
Чейз сталкивается с девушкой, имеющей странное сходство с покойной Гертой, которая его не узнает. Первоначально ошеломленный, он преследует её, чтобы догнать её безрассудно бегая через нависшее движение. Она кричит, чтобы он остановился, поскольку силуэт, напоминающий Олд Лека появляется в переулке позади неё, но его поражает фургон. Девочка, по-видимому, уходит, как парамедики бросают Чейза в больницу.

## Связь с другими Беглецами
Герта редко взаимодействует с Каролиной. Эти двое были замечены, чтобы отметить внешность или семью друг друга, но редко встречаются, разговаривая, как другие персонажи. Герта часто присматривает за Молли, хотя Молли имеет более братские отношения с Чейзом и Виктором. Герт, несмотря на её предзнаменование будущего её и Виктора, часто защищал её. Герта встречается в Runaways vol 2, #18. Их отношения часто определялись из-за пререканий - туманные моменты Чейза часто сталкивались с язвительными и умными шуточками Герты. Отношения Герта с Чейзом несколько смягчили её, хотя она не совсем потеряла свой саркастический край. Их отношения развивались быстро, с несколькими комментариями, предлагавшими, что они разделяли одну постель и были сексуально близкими. Однако их отношения оказались под угрозой, когда Герта узнала, что Нико целовала Чейза; Хотя Чейз оттолкнул наступление Нико, Герте все ещё было больно, что Чейз скрыл от неё это взаимодействие. Она рассказала о своей неуверенности в своей внешности и страхе, что Чейз в конце концов оставит её для более условно красивой девушки. Хотя она подразумевала, что ей было больно примирение, она все же столкнулась с горящим зданием, чтобы спасти Чейза от Джеффри Уайлдера после их выпадения. Она блефует некоторыми подробностями о прошлом Чейза, чтобы не дать Джеффри пожертвовать Чейзом, и Джеффри упал на обвал, но вместо этого вонзает свой кинжал в желудок Герты. Когда она лежала, она передала контроль над Олд Лейсом Чейзу и умерла, прощая Чейз за поцелуй Нико и не закончив говорить, что любит его.
Герт и Нико были друзьями с момента рождения. Нико показывает, что Герта всегда была либеральным мыслителем, когда Герт спрятал все куклы My Little Pony Нико в лесу, потому что Герт думала, что животные должны быть свободны. Нико вязала Герте фиолетовый шарф на день рождения, и это побудило Герту окрасить волосы того же цвета. Хотя она иногда допрашивала Нико, Герта всегда стояла рядом со своим другом с непоколебимой преданностью. Верность Герты не осталась незамеченной, поскольку Нико попросила Герту взять на себя руководство, если что-то должно произойти. Хотя их отношения напряглись после того, как Герта обнаружил поцелуй Нико, они вскоре помирились, после очередного броска оскорблений и интернет-сленга, продемонстрировав те близкие отношения и уважение, с которыми они делились. Нико долго горевала после смерти Герты и даже испытывала чувство вины пострадавшего.

## Силы и способности
У Герты нет физических сил, но есть ментальная связь с Олд Леком. Олд Лек делает её первое появление после того, как был обнаружен в секретном купе в подвале Герта. Герта обнаружила, что у неё есть телепатическая связь с Олд Леком, когда динозавр остановился от пожирания Беглецов, потому что Герта крикнула: «ОСТАНОВИСЬ!» В страхе В одном из ранних столкновений Беглецов с Прайдом, Герт также обнаружила, что у неё была эмпатическая связь с Олд Леком, когда она испытала ту же боль, что чувствовал Олд Лек. Телепатическая связь Герты с Олд Леком позволила ей напрямую общаться с динозавром и приказывать ему делать все, что она пожелает. Связь работала в обоих направлениях, позволяя Олд Леку перенести её мысли прямо на Герту, но Олд Лек не мог дать команду Герту тем же способом. Олд Лек был безоговорочно верен Герту, даже до того, как сражался против команды; Олд Лек однажды набросился на Нико без приказов Герта, когда у Герта и Нико было их краткое выпадение. Сочувствие Герты и Олд Лека было выгодно тем, что каждый раз, когда человек исцелялся, другой всегда становился лучше. Тем не менее, он также сделал каждого известно о травмах, на которых они обычно не были бы сильно затронуты. Например, в выпуске 7, выпуск 7, «Беглецы» отказывается бороться с Роем, потому что у неё аллергия к пчелиным укусам, и она утверждает, что даже одно жало на Олд Леке может положить конец им обоим..
Хотя сама Гертруда не обладала никакими полномочиями, она, по-видимому, обладала высоким уровнем интеллекта в её возрасте, имея возможность в первом томе понять, как работает плащ и силы плаща, и как их оживлять. В то время как файлы справочника Marvel действительно дали ей уровни интеллекта в рейтинге 4 из 7 и, следовательно, были выше среднего ума, равного Алексу или даже Виктору Манче, она не была гением. В третьем томе, когда команда воссоединилась и вернулась, когда она вернулась в команду с Молли, заявив: «Трудно обмануть охранников, когда они все экстрасенсы», хотя неизвестно, было ли это сарказмом или правдой. В первом томе её ум, казалось, был на том же уровне, что и Алекс Уайлдер, видит её первой.

## Концептуальное происхождение
В оригинальной подаче для этой серии Герта изначально называли Герти. У неё также были родственные с сестрой отношения с Молли, которую Чейз использовал в серии, и был тем, кто назвал Молли «Сильная» вместо Чейзи.

## Вне комиксов
Гертруда Йоркс появляется в телезрителе Hulu «Беглецы», изображенная Ариелой Баер. Герта является скорее саркастическим воином социальной справедливости и она преследует Чейза. Она также выступает в качестве приёмной сестры Молли, родители которой умерли в огне перед началом телесериала. Она пытается обучить Чейза, но он не появляется. Герта колеблится, чтобы забрать Молли, которая не хочет оставаться одна и отправляются в дом Алекса.